# Nowa Wieś (Swarzędz)
Nowa Wieś (dawn. Nowawieś pod Swarzędzem) – południowo-zachodnia część miasta Swarzędza, do 1954 samodzielna wieś, przy wschodniej granicy administracyjnej Poznania. Osiedle domów jednorodzinnych oraz duże osiedla mieszkaniowe: Raczyńskiego, Mielżyńskiego, Działyńskiego i Cegielskiego. Na linii kolejowej Poznań-Franowo - Swarzędz, nieużywany obecnie przystanek Nowa Wieś Poznańska. Bezpośrednia komunikacja z Poznaniem liniami autobusowymi komunikacji swarzędzkiej oraz MPK Poznań (linia nr 425).
W Nowej Wsi znajduje się pałac, który został wybudowany w 1910 przez Jana Niemojewskiego. Pałac z piętrem w mansardowym dachu urozmaicony o okrągłą basztę, nieco tylko wyższą od budynku z oryginalnym hełmem. Ostatnim właścicielem majątku była rodzina Andrzeja i Henryka Maksów. Obecnie na terenie parku znajduje się skansen pszczelarski, a w pałacu restauracja i pensjonat.
W Nowej Wsi ma swój początek  szlak turystyczny do Spławia.